# C・J・モーズリー
- C・J・モズリー

クリント・モーズリー・ジュニア（Clint Mosley Jr., 1992年6月19日 - ）は、アメリカ合衆国アラバマ州モービル出身のプロアメリカンフットボール選手。ポジションはラインバッカー。

## 経歴

### ハイスクール
高校時代はフットボールと並行して野球や陸上競技なども行っており、特に陸上では110mハードルや200m走、走高跳、走幅跳、三段跳、400mリレーなど、多くの種目を経験した。
卒業後はアラバマ大学へ進学した。他にはオーバーン大学、フロリダ州立大学、オクラホマ大学、テネシー大学などからオファーを受けていた。

### カレッジ
3年目の2012年シーズンに97タックルを記録し、オールSECファーストチームに選出された。シーズン終了後、2013年のNFLドラフトにはアーリーエントリーせず、大学に残留することを発表した。
2013年シーズンは108タックルを記録して2年連続でオールSECファーストチームに選出され、SEC最優秀守備選手賞を受賞した。

### ボルチモア・レイブンズ
| 身長                                                     | 体重            | 腕 の 長 さ       | 手 の 大 き さ    | 40Yrd ダ ッ シ ュ | 10Yrd ス プ リ ッ ト | 20Yrd ス プ リ ッ ト | 20Yrd シ ャ ト ル | 3 コ 丨 ン ド リ ル | 垂 直 跳 び   | 立 ち 幅 跳 び      | ベ ン チ プ レ ス |
| -------------------------------------------------------- | --------------- | ----------------- | ----------------- | ----------------- | -------------------- | -------------------- | ----------------- | ------------------- | ------------- | ------------------- | ----------------- |
| 6 ft 2 in (188 cm)                                       | 234 lb (106 kg) | 33+3⁄8 in (85 cm) | 10+3⁄4 in (27 cm) | 4.63 s            | 1.56 s               | 2.70 s               | 4.40 s            | 7.30 s              | 35 in (89 cm) | 9 ft 10 in (3.00 m) | 15 回             |
| All values from NFL Combine except 40 and Bench- Pro Day |                 |                   |                   |                   |                      |                      |                   |                     |               |                     |                   |

2014年のNFLドラフトにて全体17位でボルチモア・レイブンズから指名され、その後4年総額887万ドルのルーキー契約を結んだ。
2014年シーズンは133タックルを記録し、ルーキーながらプロボウル、オールプロセカンドチームに選出された。
2016年シーズンは92タックルを記録し、2年ぶりとなるプロボウル、オールプロセカンドチームに選出された。
2017年シーズン開幕前に、レイブンズから5年目の契約オプションを行使された。このシーズンは132タックルを記録し、2年連続となるプロボウル、オールプロセカンドチームに選出された。
2018年シーズンは105タックルを記録し、3年連続となるプロボウル、オールプロセカンドチームに選出された。クリーブランド・ブラウンズとのレギュラーシーズン最終戦では試合終了間際にベイカー・メイフィールドから勝利を決定付けるインターセプトを記録し、この勝利でチームのプレーオフ進出が決まった。

### ニューヨーク・ジェッツ
2019年3月15日にニューヨーク・ジェッツと5年総額8,500万ドルの契約を結んだ。
2019年シーズン、バッファロー・ビルズとの開幕戦でジョシュ・アレンからインターセプトを記録したが、この試合の途中で鼠径部を痛め退場した。退場時点でチームは16-0とリードしていたが、その後守備が乱れ、逆転負けを喫した。この怪我により長期離脱し、シーズンでは2試合の出場に留まった。
2020年シーズンは新型コロナウイルス感染を避ける為、試合に出場しなかった。
2021年シーズンにNFLに復帰し、リーグ4位となる168タックルを記録した。
2022年シーズンは全17試合に先発出場し、4年ぶりのプロボウル、オールプロセカンドチームに選出された。
2023年シーズンも全17試合に先発出場し、152タックル、7パスディフレクション、1インターセプトを記録した。2024年3月14日、ジェッツと2年1,725万ドルの契約延長を行った。
2024年シーズンはつま先と首の負傷で4試合の出場に留まり、2025年3月12日にジェッツからリリースされた。33歳の誕生日を迎えた6月19日に現役引退を表明した。

## 家族
弟のジェイミー・モーズリーもアメリカンフットボール選手である。